# Rhombophryne botabota
Rhombophryne botabota – naziemny gatunek płaza bezogonowego z rodziny wąskopyskowatych (Microhylidae). Występuje endemicznie w północno-wschodniej części Madagaskaru na powierzchni 4190 km² na wysokości 860–1326 m n.p.m. w Parku Narodowym Marojejy, w paśmie Ambolokopatrika/Betaoloana oraz w Angozongahy po zachodniej stronie płaskowyżu Makira. Zamieszkuje gęste lasy deszczowe. Odkryty i opisany na podstawie siedmiu osobników w 2016 r., zagrożony wyginięciem.
Na podstawie analizy zawartości żołądków stwierdzono, że odżywia się małymi ślimakami (prawdopodobnie należącymi do Subulinidae), co czyni go jedynym znanym ślimakożernym gatunkiem wśród Rhombophryne.